# مومو (رمان)
مومو که به نام‌های آقایان خاکستری یا مردان خاکستری پوش نیز شناخته می‌شود، داستانی خیالی است که توسط میشائل انده، در سال ۱۹۷۳ منتشر شد.
این داستان در مورد مفهوم زمان و نحوه استفاده از آن در جوامع مدرن است. ترجمه دقیق عنوان آلمانی آن عبارت است از: "مومو، یا داستان عجیب دزدان زمان و کودکی که زمان دزدیده شده را به مردان برگرداند. داستان در سال ۱۹۷۴ برنده جایزه ادبیات نسل جوان آلمان شد.

## خلاصه رمان
کتاب «مومو» دختر هشت و یا شاید هم دوازده ساله‌ای است تنها و بی کس که نه تنها کسی نمی‌داند کی به دنیا آمده، از کجا آمده و خانواده‌اش کجایند، حتی خودش هم نمی‌داند! اما مومو هنر بزرگی دارد که او را تنها نمی‌گذارد و آن گوش کردن صبورانه به حرف‌ها و درددل‌های مردم است. او برای همه گوش شنوا دارد و برای هر کس که به دلداری و همدردی نیاز دارد راه حلی درست و عاقلانه پیشنهاد می‌کند.
اما ناگهان مومو تمام رفاقت‌ها و دوستانش را از دست می‌دهد. همه مردم در گیر کار بیش از حد و صرفه جوئی در وقت می‌شوند. تمام شادی‌های دنیا یک باره از میان می‌رود و آدم‌ها دچار بیماری «بی‌حوصلگی مرگ آور» می‌شوند و همه این مصیبت‌ها زیر سر مردان خاکستری پوش «انجمن پس انداز کنندگان وقت» است. آیا واقعا مومو می‌تواند در برابر قدرت این انجمن مقاومت کند و کاری کند که دوباره بچه‌ها در خیابان‌ها بازی کنند و مردم بایستند و شادی و نشاط آن ها را تماشا کنند؟